# Černá pošta
Černá pošta (anglicky Black Mail) byla americkou dezinformační kampaní v režii Office of Strategic Services (předchůdce CIA) na území jihovýchodní Asie v období druhé světové války.
Černá pošta byl vžitý název pro sérii dezinformačních infiltrací japonského poštovního systému provozovaných střediskem OSS v indickém Novém Dillí.
Prvním počinem bylo využití asi pěti set zachycených pohlednic sepsaných japonskými vojáky v čase těsně před likvidací jejich jednotky na území Barmy. Předmětné pohlednice obsahovaly variace na předepsaná znění a hlavně byly již opatřeny razítky vojenského cenzora. Pracovníci OSS odstranili původní vzkazy a nahradili je stesky nad zoufalou vojenskou situací a nedostatky v zásobování. Japonská veřejnost měla o situaci na frontách díky propagandě velmi zkreslené představy a tato operace měla za cíl ji informovat o skutečném dění. Pohlednice se v originálním poštovním pytli podařilo za pomoci domorodých barmských agentů vpašovat do japonského poštovního systému.
Jednou z nejvýznamnějších operací bylo podvržení vládního rozkazu zmírňujícího následky pro vzdávající se japonské vojáky. Operace se snažila využít změny na postu japonského premiéra 22. července 1944, kdy otevřeně militaristického Hideki Tódžóa nahradil Kuniaki Koiso. OSS vyrobila falzifikát vládního rozkazu určenému nejvyššímu japonskému velení v Rangúnu doplněného instrukcí k jeho rozšiřování do všech vojenských jednotek. Jeho obsahem bylo ohlášení nové politiky a zmírnění následků pro vojáky padnoucí do zajetí. Vzdát se v případě bezvědomí, zdravotní indispozice, absence střeliva či při beznadějném přečíslení nepřítelem mělo být povoleno. Voják měl požadovat zacházení dle ženevské konvence. Rozkaz byl jednak vložen do brašen zabitých japonských kurýrů, jejichž těla byla nechávána tak, aby byla japonskými vojáky nacházena, a jednak byl rozšiřován spojeneckými letadly s komentářem, že se jedná o ukořistěný autentický dokument. Výsledkem operace byly mmj. hlášené incidenty, kdy japonští vojáci simulovali bezvědomí.